# منطقة نورنبيرغر لاند
مِنْطَقَة نُورنٍبِيْرِغر لَانْد (بالأَلمانِيَّة: Landkreis Nürnberger Land) هي دائِرَة أَلمانِيَّة تَّابعة لمُحافظة فرانكُونيا الوُسطَى في وِلاَية باڤارِيا في جُمهُوريَّة أَلمَانيَا الاِتّحاديّة. وتضُمّ مِنطقَة نُورنٍبِيرِغر لَاند خَمس مُدُن، وثلاثةٌ أَسواق، وسبع عشرة بَلدَة، وأَربع عشرة بَلدَة حُرَّة بمِساحة تُقَدَّر بحَوالَي 799 كم².

## معرض الصور

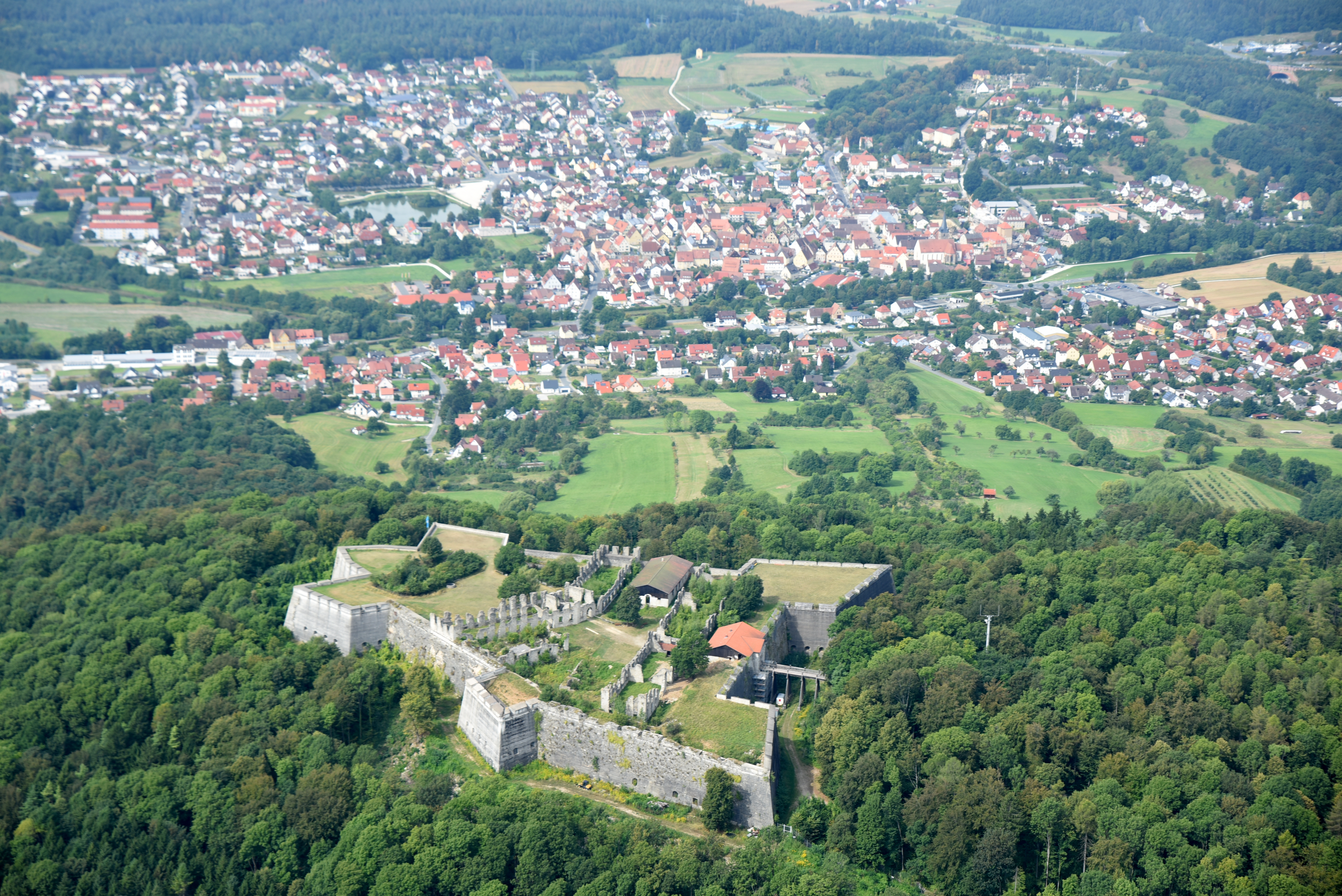
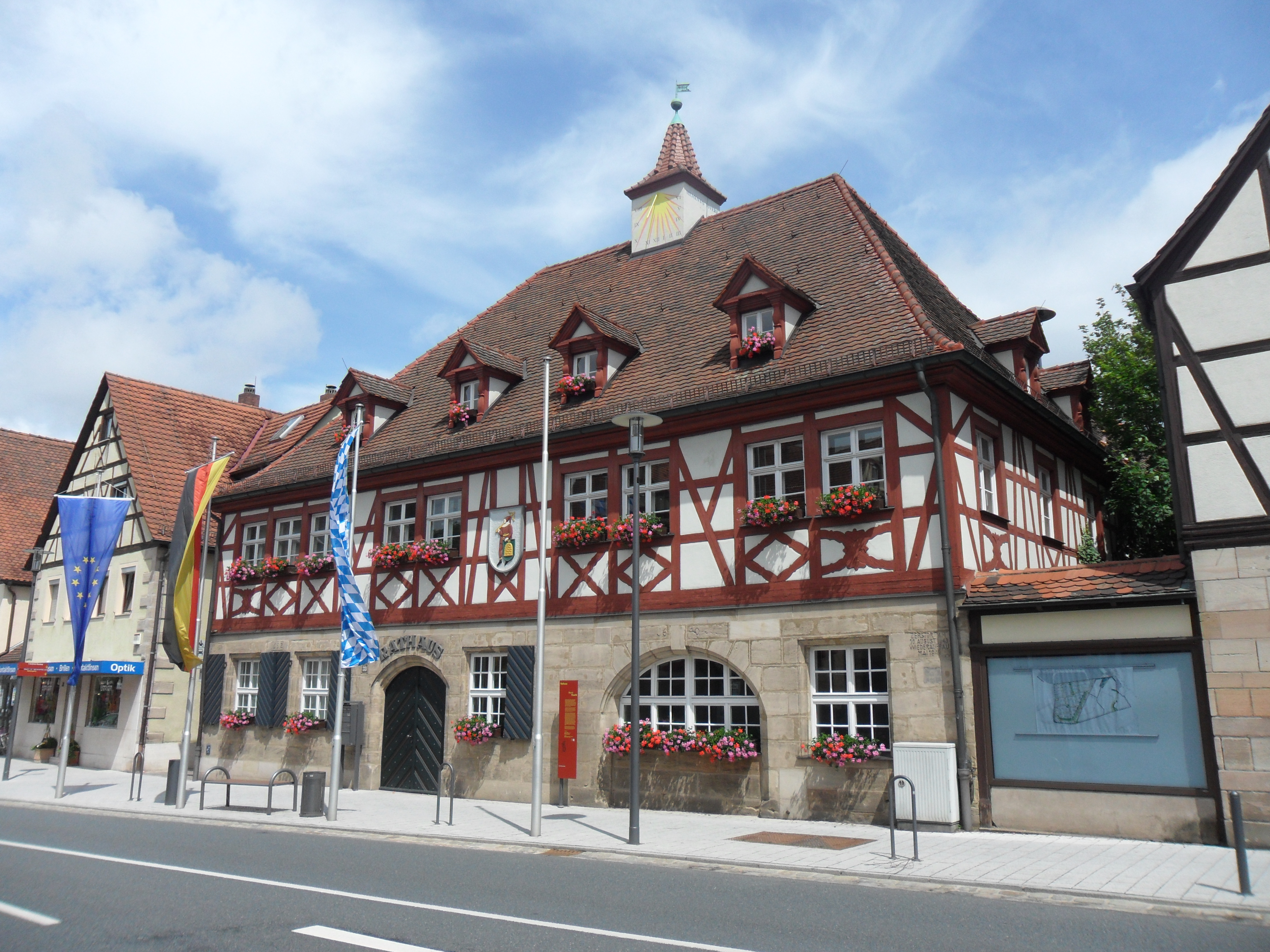
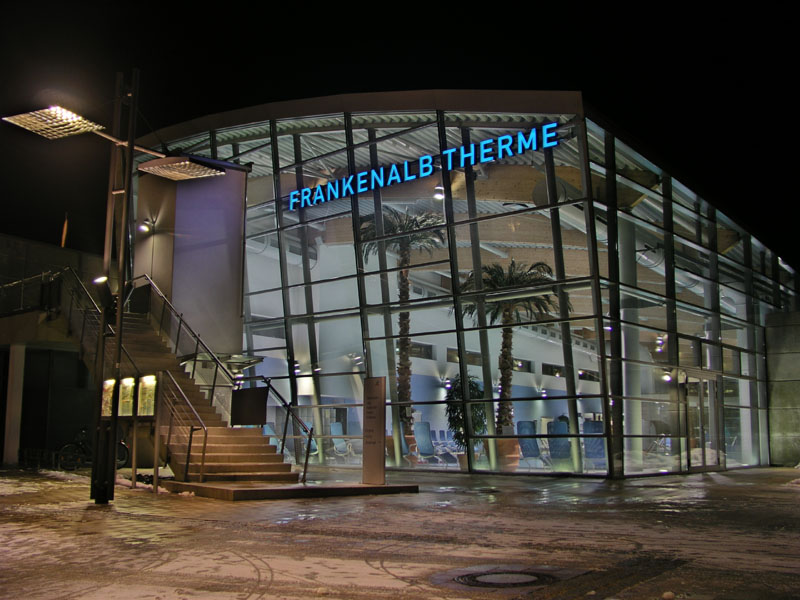
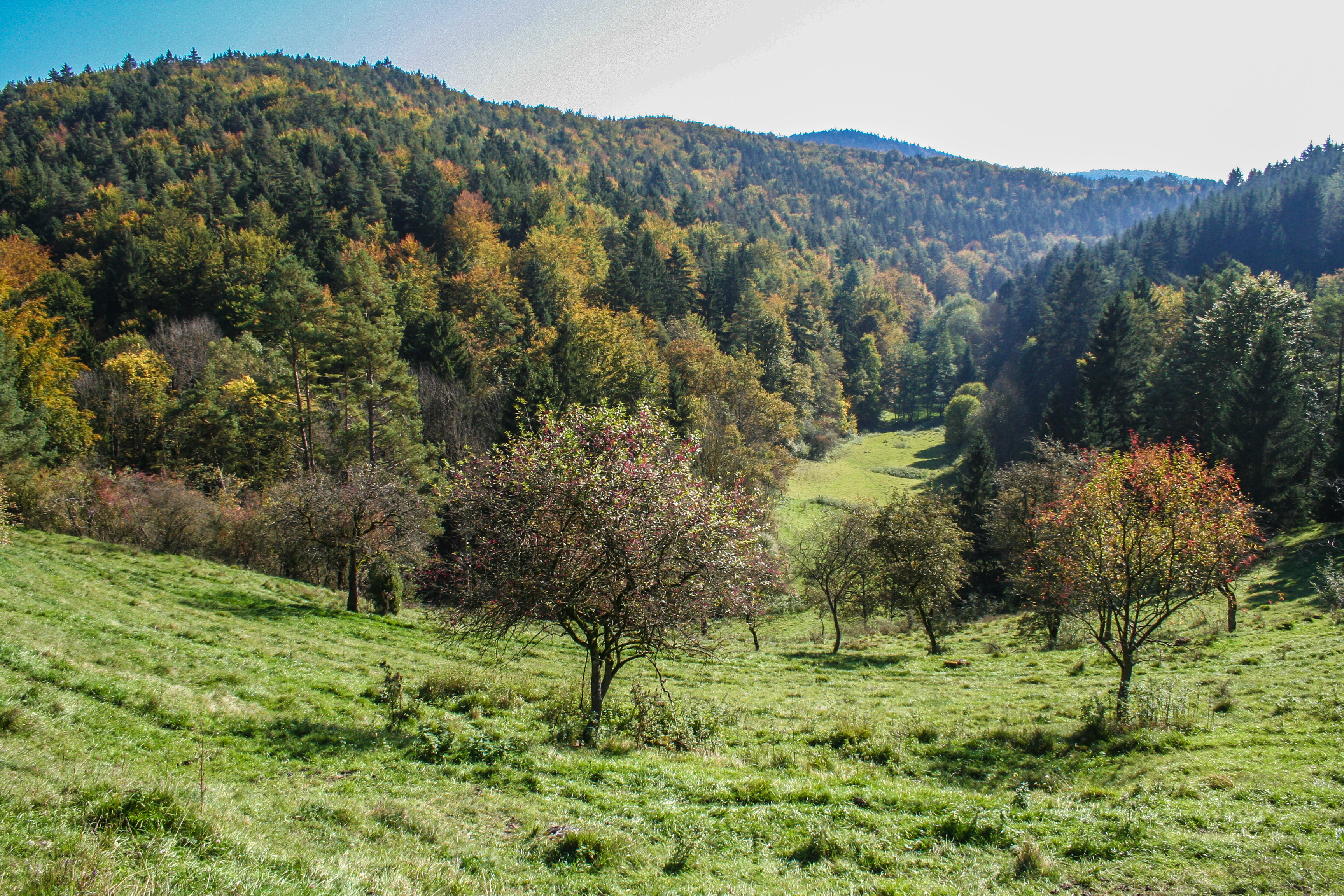

## التّقسِيمات الإِدارِيّة
تضُمّ مِنطقَة نُورنٍبِيرِغر لَاند خَمس مُدُن، وثلاثةٌ أَسواق، وسبع عشرة بَلدَة، وأَربع عشرة بَلدَة فِي المجَال الإِدارِيِّ الحُرَّ بمِساحة تُقَدَّر بحَوالَي 799 كم². وهي كالتَّالي:

### المُدُن
| اِسم المدِينة                   | ٱلِٱسم بالأَلمانِيَّة                | عَدد السُكَّان | المِساحَة (كم²) |
| ----------------------------- | ------------------------------- | ---------- | ------------- |
| مدِينة آلَتدُورف بَآي نُورنٍبِيْرِغٌ    | Stadt Altdorf bei Nürnberg      | 15٬191     | 49            |
| مدِينة هِيرسبرُوك                | Stadt Hersbruck                 | 12٬481     | 23            |
| مدِينة لآُوف آن دِير بِيغنيِتز     | Stadt Lauf an der Pegnitz       | 26٬571     | 60            |
| مدِينة غُوتِينبَآَخ آن دِير بِيغنيِتز | Stadt Röthenbach an der Pegnitz | 12٬143     | 14            |
| مدِينة ڤِيلِدنٌ                   | (Stadt Velden (Pegnitz          | 1٬814      | 21            |

### الأَسوَاق
| اِسم السُّوق                  | ٱلِٱسم بالأَلمانِيَّة             | عَدد السُكَّان | المِساحَة (كم²) |
| -------------------------- | ---------------------------- | ---------- | ------------- |
| سُوق فُوُيشت                  | (Markt Feucht (Mittelfranken | 13٬856     | 10            |
| سُوق نُويِهَآُوزِ آن دِير بِيغنيِتز | Markt Neuhaus an der Pegnitz | 2٬841      | 23            |
| سُوق شْنَأيْتَّآَخْ                | Markt Schnaittach            | 8٬329      | 49            |

### البلدَات
| اِسم البلدَة              | ٱلِٱسم بالأَلمانِيَّة                     | عَدد السُكَّان | المِساحَة (كم²) |
| ----------------------- | ------------------------------------ | ---------- | ------------- |
| بَلْدَة آلفِيلِد             | (Gemeinde Alfeld (Mittelfranken      | 1٬056      | 18            |
| بُورَغتآن                 | Gemeinde Burgthann                   | 11٬366     | 39            |
| بَلْدَة إِنغِلتَآل            | Gemeinde Engelthal                   | 1٬123      | 14            |
| هَابُّورَغٌ                  | Gemeinde Happurg                     | 3٬731      | 43            |
| بَلْدَة هَارتِنشتَآين         | (Gemeinde Hartenstein (Mittelfranken | 1٬453      | 25            |
| بَلْدَة هِنفِنفِيلِد           | Gemeinde Henfenfeld                  | 1٬866      | 7             |
| كِيرشِينٌَسيتِنبَآَخ           | Gemeinde Kirchensittenbach           | 2٬039      | 43            |
| بَلْدَة لَآيْنبُورَغٌ           | Gemeinde Leinburg                    | 6٬595      | 29            |
| بَلْدَة نُويِكيرشِنٌّ أَم زَآند   | Gemeinde Neunkirchen am Sand         | 4٬736      | 14            |
| بَلْدَة أُوفِنهَاوزِنٌّ          | (Gemeinde Offenhausen (Mittelfranken | 1٬574      | 22            |
| أُوتِّنزُوُز                 | Gemeinde Ottensoos                   | 2٬047      | 10            |
| بَلْدَة بُومِّلسبغُونٌ          | Gemeinde Pommelsbrunn                | 5٬315      | 50            |
| بَلْدَة غَآيْشْنٌّشْڤَآنْدٌ         | Gemeinde Reichenschwand              | 2٬404      | 7             |
| بَلْدَة غُوكرسدُورف          | (Gemeinde Rückersdorf (Mittelfranken | 4٬612      | 4             |
| بَلْدَة شڤَايغ بَآي نُورنٍبِيْرِغٌ | Gemeinde Schwaig bei Nürnberg        | 8٬885      | 6             |
| شڤَارزِنبرُوك              | Gemeinde Schwarzenbruck              | 8٬456      | 22            |
| بَلْدَة زِيملِسدُورف          | Gemeinde Simmelsdorf                 | 3٬243      | 41            |
| بَلْدَة ڤُورَا               | Gemeinde Vorra                       | 1٬751      | 22            |
| ڤِينكلهَايد               | Gemeinde Winkelhaid                  | 4٬274      | 6             |

### البلدَات الحُرَّة
| اِسم البلدَة                | ٱلِٱسم بالأَلمانِيَّة                      | المِساحَة (كم²) |
| ------------------------- | ------------------------------------- | ------------- |
| بَلْدَة بِيهرِينغٌرسدُورفر فُورِست | Gemeindefreies Behringersdorfer Forst | 11            |
| بَلْدَة بغُونٌ                 | Gemeindefreies Brunn                  | 10            |
| بَلْدَة إِنغِلتَآلر فُورِست       | Gemeindefreies Engelthaler Forst      | 2             |
| بَلْدَة فُوُيشتر فُورِست         | Gemeindefreies Feuchter Forst         | 11            |
| بَلْدَة فِيشبَآَخ               | Gemeindefreies Fischbach              | 18            |
| بَلْدَة فُورِستهُوف             | Gemeindefreies Forsthof               | 7             |
| بَلْدَة جُونترسبُولَار فُورِست    | Gemeindefreies Günthersbühler Forst   | 6             |
| بَلْدَة هَايمندُورفر فُورِست     | Gemeindefreies Haimendorfer Forst     | 7             |
| بَلْدَة لَآُوفَامهُولِزر فُورِست    | Gemeindefreies Laufamholzer Forst     | 7             |
| بَلْدَة لَآيْنبُورَغٌ             | Gemeindefreies Leinburg               | 4             |
| بَلْدَة غُوكرسدُورفر فُورِست     | Gemeindefreies Rückersdorfer Forst    | 5             |
| بَلْدَة شُونبِيرغٌ              | Gemeindefreies Schönberg              | 3             |
| بَلْدَة ڤِينكيِلهَايِد           | Gemeindefreies Winkelhaid             | 18            |
| بَلْدَة تزرزَابلسهُوفِر فُورِست   | Gemeindefreies Zerzabelshofer Forst   | 7             |

## وصلات خارجية
- الصّفحة الرّسميّة لمِنطَقَة نُورنٍبِيْرِغر لَانْد (بالألمانية)